# Rômulo Cabral
Rômulo Cabral Pereira Pinto, känd som Rômulo, född 2 november 1991 i Rio de Janeiro, är en brasiliansk fotbollsspelare som spelar för IF Karlstad. 

## Karriär
Rômulo spelade i Hammarby IF till och med hösten 2017 men fick inte förnyat kontrakt. Därefter spelade han för Suphanburi FC i Thai League 1. I mars 2024 värvades Rômulo av Ettan-klubben IF Karlstad.